# Fritillaria imperialis
Fritillaria imperialis là một loài thực vật có hoa trong họ Liliaceae. Loài này được L. miêu tả khoa học đầu tiên năm 1753.